# بوب إرفينغ
بوب إرفينغ (بالإنجليزية: Robert Irving)‏ هو لاعب دوري الرغبي بريطاني، ولد في 15 فبراير 1948 في هدرسفيلد في المملكة المتحدة، وتوفي في 18 أبريل 1999 في بلاكبول في المملكة المتحدة.